# Isnes
Isnes (en wallon Les Înes) est une section de la ville belge de Gembloux située en Région wallonne dans la province de Namur.
C'était une commune à part entière avant la fusion des communes de 1977. Elle était composée des villages d'Isnes-Sauvage situé au nord-est et Isnes-les-Dames au sud-ouest.

## Patrimoine et culture

### Patrimoine architectural
- Eglise Saint-Adelin. Construite en 1859 en style néo-classique[2].
- Ferme des Dames Blanches ou des Carmélites Chaussée de Namur, rue Bathy Saint-Pierre. Elle est mentionnée au début du XVIIe siècle[2].
- Ferme de la Tour, rue du Chauffour. Elle est citée sous se nom au début du XVIIe siècle comme propriété de Jean de Jamblinnes, seigneur de Doyon[3].

## Personnalités
- Jos Lemaire (1891-1972), peintre belge y est décédé.